# Walking Street
Walking Street (em tailandês:  ถนนคนเดิน) é um distrito de entretenimento e da luz vermelha na cidade de Pattaya, Tailândia. A rua é uma atração turística que atrai estrangeiros e tailandeses principalmente por sua vida noturna. A região da Walking Street inclui restaurantes de frutos do mar, casas de música ao vivo, bares de cerveja, discotecas, bares esportivos, bares go-go, casas noturnas e hotéis. Os turistas podem assistir a uma variedade de shows sexuais.
A área é fechada para veículos das 19h às 03h. Há estacionamento para carros e motocicletas no final do Bali Hai. Embora o horário oficial de fechamento dos bares e casas noturnas seja às 04h, alguns ficam abertos até mais tarde ilegalmente.

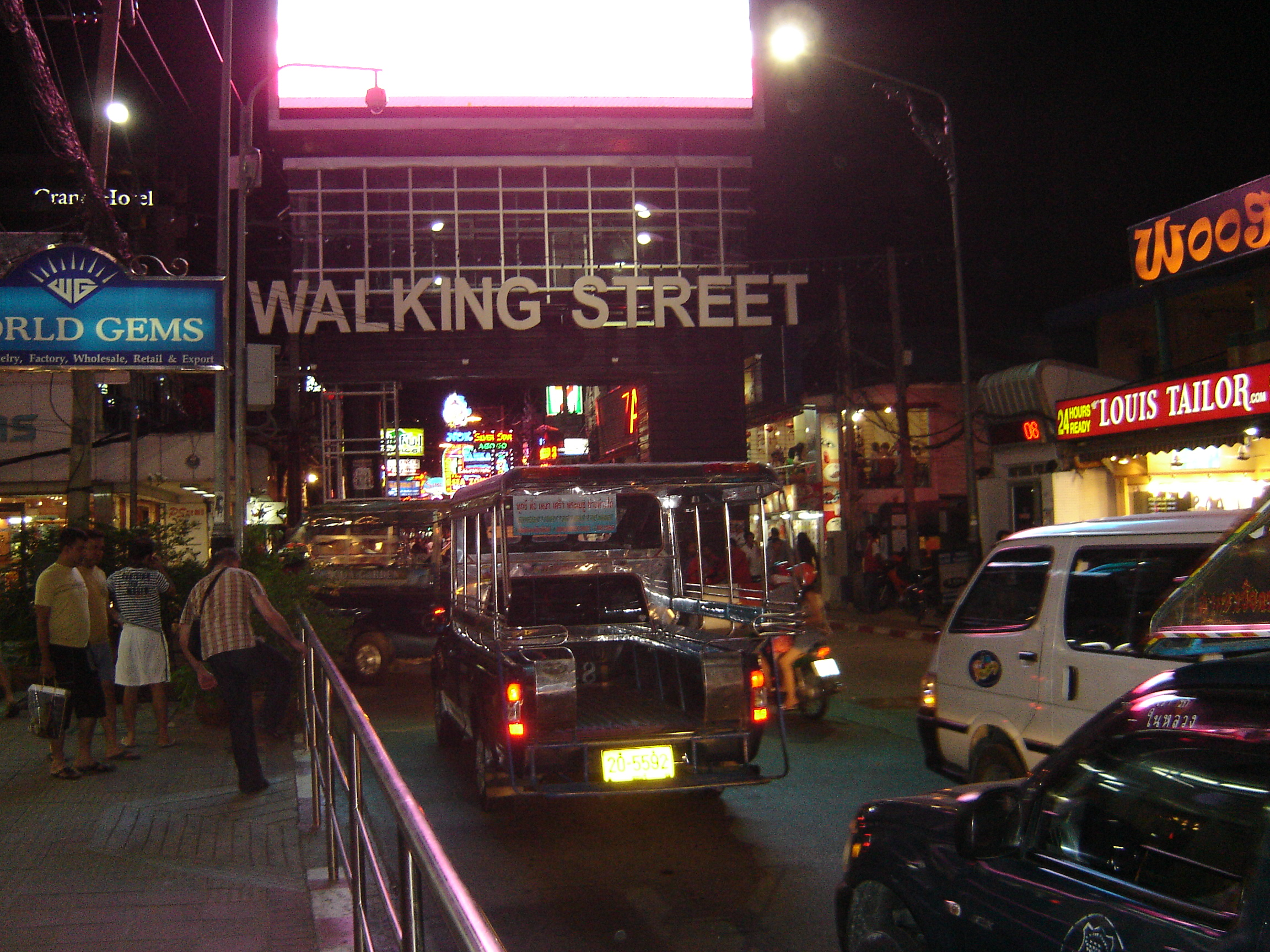
Entrada para Walking Street em 2009

## História
Antes de sua criação, a Walking Street era principalmente uma via para a indústria pesqueira de Pattaya, quando esta ainda era uma vila de pescadores. Nas décadas de 1960 e 1970, a área passou a prestar serviços a soldados das Forças Armadas dos Estados Unidos em períodos de "descanso e recuperação" em Pattaya, resultando no desenvolvimento de hotéis, bares e restaurantes na Walking Street, que era então chamada de "The Strip". Durante a década de 1980, a The Strip viu o desenvolvimento de apresentações de cabaré e discotecas. Na década de 1990, vários acidentes de carro na The Strip levaram a Prefeitura de Pattaya a fechar a rua para veículos após as 18h, dando à área o nome de Walking Street.
Um grande letreiro de vídeo foi instalado em março de 2010 na entrada da Beach Road. A rua conta com diversos bares, restaurantes e atrações que anunciam seus produtos por meio de grandes letreiros de neon brilhantes. As autoridades de Pattaya começaram a reprimir os letreiros grandes em 2015, em um esforço para melhorar a acessibilidade na Walking Street para veículos de emergência.
Após a pandemia de COVID-19, a quantidade de locais voltados para ocidentais diminuiu e mudou para outras regiões em Pattaya, enquanto os locais voltados para sul-coreanos e russos aumentaram. Em 2023, a Tailândia começou a ver um aumento no número de turistas indianos, que receberam isenções de visto de 10 de novembro de 2023 a 10 de maio de 2024. Esse aumento levou a um aumento no desenvolvimento de locais voltados para a Índia na Walking Street.
Em 2023, o vice-prefeito Wuthisak Rermkijakarn fez com que os vendedores ambulantes da Walking Street só pudessem vender depois das 18h30.

## Prostituição
Além do grande número de instituições que oferecem entretenimento sexual, um número significativo de prostitutas trabalha nas ruas. Embora a prostituição na Tailândia seja ilegal, estima-se que existam 27.000 prostitutas trabalhando em Pattaya, muitas delas na Walking Street.
Muitas das prostitutas trabalham como bargirls em bares e casas noturnas ao longo da rua. Seus clientes frequentemente são obrigados a pagar uma multa de bar para retirá-las do bar.
Em 2016, a primeira Ministra do Turismo da Tailândia, Kobkarn Wattanavrangkul, anunciou que a Tailândia estava "fechada para o comércio sexual" após cobertura negativa da mídia estrangeira. Em Pattaya, o objetivo era empurrar a prostituição para além da Second Street, tornando as áreas próximas à praia uma área turística ideal para famílias. Houve muitas batidas e repressões policiais, e, em 2019, a polícia tailandesa e autoridades governamentais declararam que não havia prostituição na Walking Street. No entanto, o comércio sexual continuou até que os confinamentos da COVID-19 começaram.

## Remodelação proposta
Devido aos esforços realizados nas décadas de 2010 e 2020 para afastar Pattaya do turismo sexual e direcioná-la para locais mais adequados para famílias, a Câmara Municipal teve várias ideias para reconstruir partes ou a totalidade da Walking Street.
Em 1998, 101 edifícios na Walking Street foram alvos de demolição por serem considerados invasores de terras públicas, conforme demonstrado em um relatório da Agência de Cooperação Internacional do Japão. O plano não foi aprovado devido ao impacto que teria na indústria turística de Pattaya. A questão da invasão de terras públicas por esses edifícios ressurgiu quando um decreto real sobre desapropriação de terras, emitido em 17 de abril de 2014, confirmou as conclusões do relatório de 1998. Em maio de 2016, a Universidade Silpakorn foi contratada pela Câmara Municipal para elaborar planos para resolver o problema da invasão de terras públicas. Uma audiência pública em 6 de outubro apresentou quatro planos que previam a remoção de diferentes quantidades de edifícios na Walking Street.
Em maio de 2015, o vice-prefeito Ronakit Ekasingh ordenou a demolição de 12 prédios na Walking Street por ampliação ilegal de suas propriedades, embora apenas alguns tenham sido demolidos.
Em 11 de junho de 2020, diversas ideias foram apresentadas à Câmara Municipal para a reconstrução da Walking Street, ao longo da área do píer de Bali Hai.

## Galeria

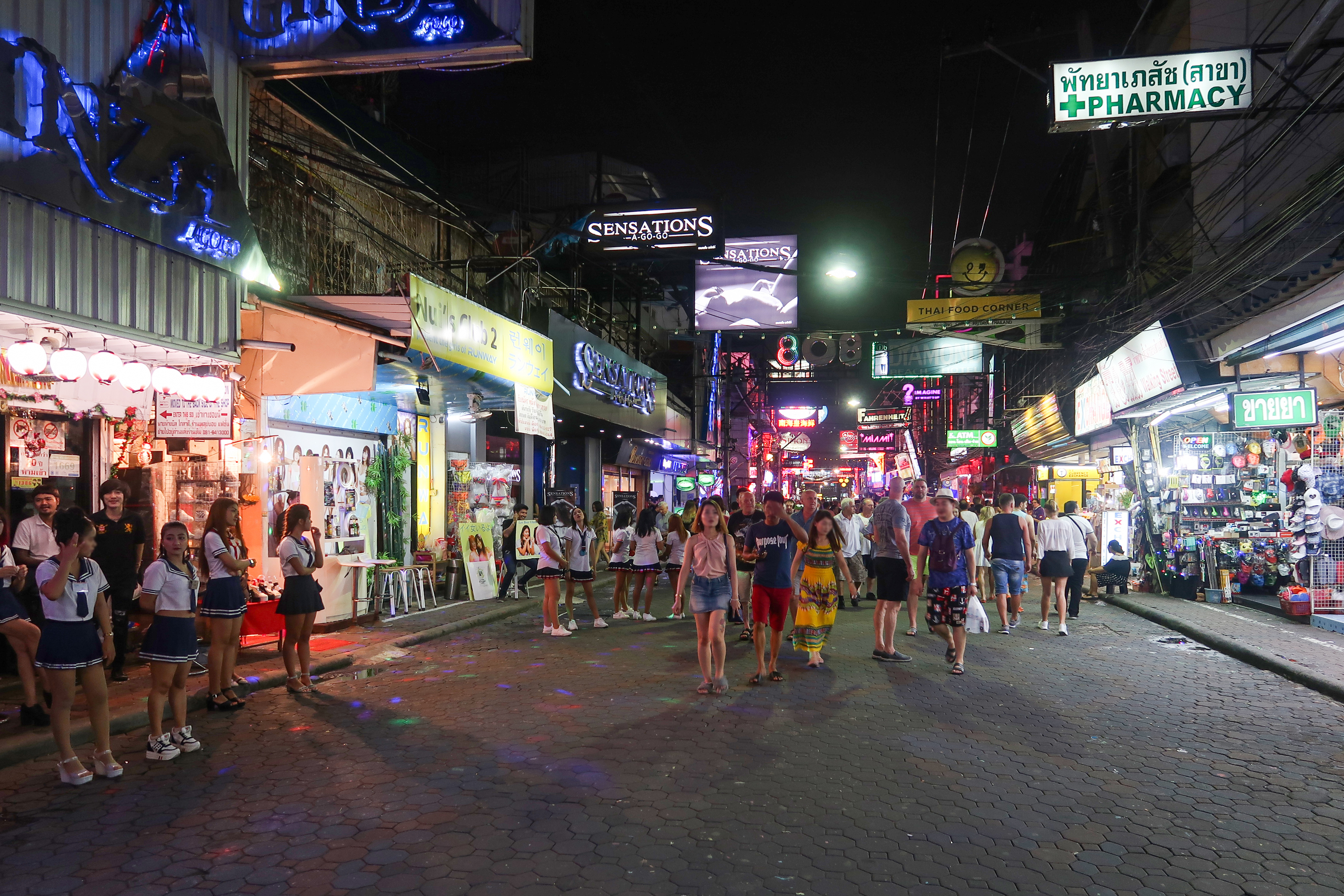
Walking Street em janeiro de 2018
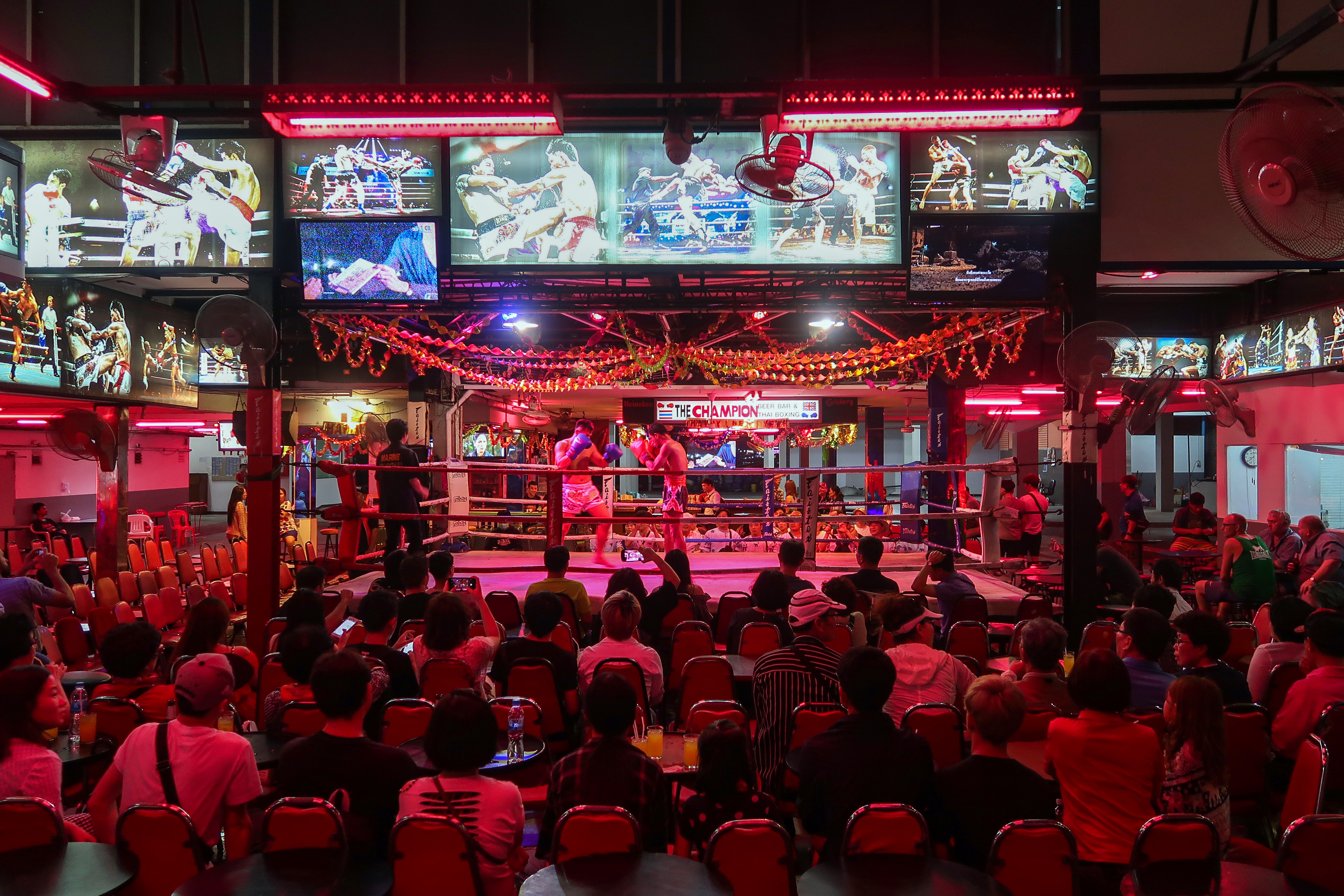
The Champion
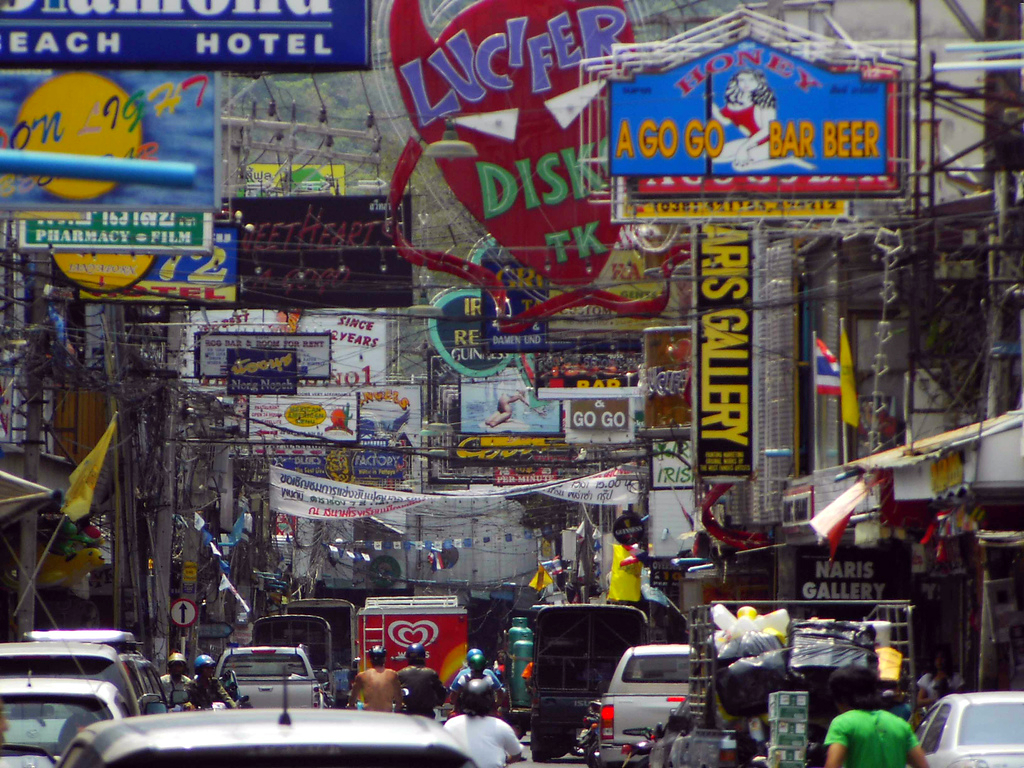
Walking Street durante o dia
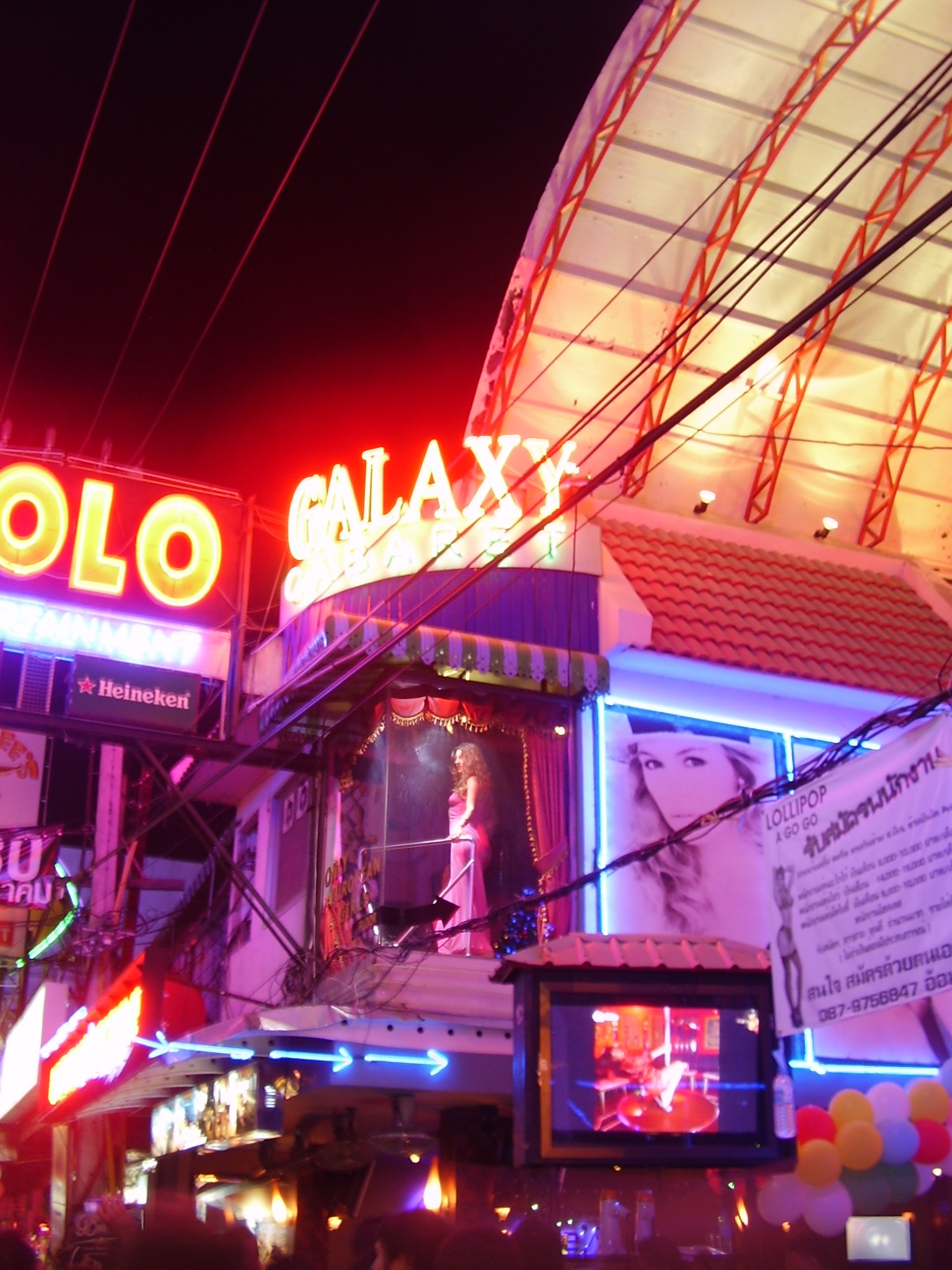
Uma dançarina na vitrine de um bar go-go "russo", véspera de ano-novo de 2008